# Arboga (1888)
Arboga var en kortlivad dagstidning utgiven under två månader från den 4 december 1888 till den 29 januari 1889. Tidningens fullständiga titel var enbart Arboga.
Tidningen kom ut två dagar i veckan tisdag och fredag med 4 sidor per nummer. Sidorna i provnumret  den 4 december 1888 hade sju spalter på satsytan 58,5 x 44 cm, därefter 5 spalter på 55 x 47,8 cm. Tidningen kostade 30 öre för december 1888 och 4 kronor för 1889.Tidningen gavs ut i Köping och trycktes med bara svart antikva på  Köpingspostens aktiebolags tryckeri. 
Tidningen gavs ut och redigerades av Oscar Reinhold Ericson, som den 14 november 1888 fick utgivningsbevis för tidningen i Köping, fastän tidningen var producerad  för läsare i Arboga. Det är osäkert om man hade någon redaktion i Arboga. Redaktionssekreterare var J. August Gartz. När tidningen Arboga upphörde den 29 januari 1889, fick prenumeranterna som ersättning Köpings-Posten. Politiska tendensen för tidningen var konservativ och protektionistisk Svenskt arbete bör räddas från ... den öfverväldigande utländska massproduktionen genom ett väl afpassadt skydd skrev tidningen den 4 december 1888.